# Valla, Röks socken
Valla är en herrgård i Ödeshögs kommun (Röks socken), Östergötlands län. Gården var från var från 1600-talet ett säteri.

## Historik
Valla är en herrgård (säteri) som ligger i Röks socken, Lysings härad. Säteriet byttes ut 1646 från kronan av greve Fredrik Stenbock. Gården ägdes 1687 av översten M. Bauchmans änka M. Lind och därefter av lagmannen Knut Törnhielm. År 1700 ägde Törnhielm änka Maria Sylvius gården och därefter av deras dotter Margareta Törnhielm som var gift med överstelöjtnanten Per Olsson Gisler. På 1750-talet ägdes gården av löjtnanten Per von Gislers änka Margareta H. Winter. Gården tillhörde sedan löjtnant Fock och därefter köptes den av P. Andersson. Övergick därefter dels genom arv och dels genom köp till J. A. Petersson, som var ägare på 1850-talet. Ägdes sedan av F. C. Petersson.
År 1825 ägdes den av bönderna och var mellan 1853 och 1863 sammanlagt med de övriga bönderna. Gården leddes då av en ägare i bondeståndet.

## Byggnaden
Den gamla huvudbyggnaden bestod av två våningar med 13 rum och brann ner under 1800-talet. Den nuvarande huvudbyggnaden bestod under 1800-talet av 16 rum.